# Gnash (Musiker)
Garrett Nash (* 16. Juni 1993), Künstlername Gnash, ist ein US-amerikanischer Musiker und Musikproduzent aus Los Angeles.

## Biografie
Bekannt wurde Garrett Nash 2015 über seinen Soundcloud-Auftritt. Er veröffentlichte regelmäßig eigene Songs und fand mit seinen Pianoballaden viele Hörer. Der Durchbruch kam im August mit dem Lied I Hate U, I Love U, bei dem die ebenfalls durch Soundcloud bekannt gewordene Singer-Songwriterin Olivia O’Brien den weiblichen Gesangspart übernahm. Die Abrufzahlen auch beim Streaming-Anbieter Spotify stiegen schnell über die Millionengrenze. Gnash wurde von Warner Music unter Vertrag genommen. Ende des Jahres arbeitete er auch mit G-Eazy zusammen und trug zu dessen zweitem Album When It’s Dark Out bei.
Am 7. März 2016 wurde dann I Hate U, I Love U offiziell mit Video und in Australien auch als Single veröffentlicht. Die Aufrufzahlen bei Soundcloud waren inzwischen auf 25 Millionen und bei Spotify über 5 Millionen gestiegen. Nach drei Wochen in den australischen Charts erreichte das Lied Platz eins.

## Diskografie
Alben
- 2019: we (US: Gold)

EPs
- 2015: u
- 2016: me
- 2016: us
- 2019: if

Singles
- 2015: Daydreams (feat. Julius)
- 2015: Fuck Me Up
- 2015: That One Song (feat. Goody Grace)
- 2015: Feelings Fade (feat. Rkcb)
- 2015: ILUSM
- 2016: i hate u, i love u (feat. Olivia O’Brien)
- 2016: Something
- 2016: Home (feat. Johnny Yukon)
- 2017: Lonely Again
- 2017: I Could Change Your Life
- 2017: Stargazing (feat. Vancouver Sleep Clinic)
- 2017: Belong (feat. DENM)
- 2017: Superlit (mit Imad Royal)
- 2018: the broken hearts club
- 2018: imagine if
- 2018: dear insecurity (feat. Ben Abraham)
- 2018: nobody’s home
- 2018: t-shirt
- 2019: Sunset
- 2019: I’m So Sad
- 2019: Let Me Go (mit Adam&Steve)
- 2019: Sick (mit CXLOE)
- 2019: Forgive
- 2020: Hungover & I Miss U
- 2020: Fear
- 2020: Wash Your Hands (mit sad alex & Roken)
- 2020: Leave
- 2020: Heartbreak Anthem (mit Kyd the Band)

Gastbeiträge
- 2016: Come Back (Kidswaste feat. Gnash)
- 2016: Two Shots (Goody Grace feat. Gnash)
- 2016: Fumes (Eden feat. Gnash)
- 2016: Lights Down Low (MAX feat. Gnash, UK: Silber)
- 2017: Beautiful Problem (Mod Sun feat. Gnash)
- 2017: Bad 4 U (Imad Royal feat. Gnash)
- 2017: Mutual Soul (Triangle Park feat. Gnash)
- 2017: Kiss Fight (Tülpa & Banks feat. Gnash)
- 2018: Strong (K. Rudd feat. Gnash)
- 2018: It’s the Weekend (Sharon Kovacs feat. Gnash)
- 2018: All Right (Cisco Adler feat. Gnash)
- 2019: Cool Again (Shoffy feat. Gnash)
- 2019: 85% (Loote feat. Gnash)
- 2020: Overused (Clara Mae feat. Gnash)

## Auszeichnungen für Musikverkäufe
| Goldene Schallplatte - Dänemark - 2020: für die Single Lights Down Low - Neuseeland - 2019: für das Album Us Platin-Schallplatte - Dänemark - 2019: für das Album Us - Japan - 2025: für das Streaming imagine if - Kanada - 2018: für die Single Lights Down Low - Polen - 2021: für die Single I Hate U, I Love U - Portugal - 2019: für die Single I Hate U, I Love U - Spanien - 2016: für die Single I Hate U, I Love U | 2× Platin-Schallplatte - Belgien - 2017: für die Single I Hate U, I Love U - Dänemark - 2020: für die Single I Hate U, I Love U - Kanada - 2016: für die Single I Hate U, I Love U 3× Platin-Schallplatte - Italien - 2017: für die Single I Hate U, I Love U Diamantene Schallplatte - Frankreich - 2017: für die Single I Hate U, I Love U |

Anmerkung: Auszeichnungen in Ländern aus den Charttabellen bzw. Chartboxen sind in ebendiesen zu finden.
| Land/RegionAuszeichnungen für Musikverkäufe (Land/Region, Auszeichnungen, Verkäufe, Quellen) | Silber  | Gold     | Platin       | Diamant  | Verkäufe  | Quellen             |
| -------------------------------------------------------------------------------------------- | ------- | -------- | ------------ | -------- | --------- | ------------------- |
| Australien (ARIA)                                                                            | —       | —        | 2× Platin2   | —        | 140.000   | aria.com.au         |
| Belgien (BRMA)                                                                               | —       | —        | 2× Platin2   | —        | 60.000    | ultratop.be         |
| Dänemark (IFPI)                                                                              | —       | Gold1    | 3× Platin3   | —        | 245.000   | ifpi.dk             |
| Deutschland (BVMI)                                                                           | —       | Gold1    | Platin1      | —        | 600.000   | musikindustrie.de   |
| Frankreich (SNEP)                                                                            | —       | —        | —            | Diamant1 | 233.333   | snepmusique.com     |
| Italien (FIMI)                                                                               | —       | —        | 3× Platin3   | —        | 150.000   | fimi.it             |
| Japan (RIAJ)                                                                                 | —       | —        | Platin1      | —        | —         | riaj.or.jp          |
| Kanada (MC)                                                                                  | —       | —        | 3× Platin3   | —        | 240.000   | musiccanada.com     |
| Neuseeland (RMNZ)                                                                            | —       | Gold1    | —            | —        | 7.500     | radioscope.co.nz    |
| Österreich (IFPI)                                                                            | —       | Gold1    | —            | —        | 15.000    | ifpi.at             |
| Polen (ZPAV)                                                                                 | —       | —        | Platin1      | —        | 50.000    | olis.pl             |
| Portugal (AFP)                                                                               | —       | —        | Platin1      | —        | 10.000    | Einzelnachweise     |
| Schweiz (IFPI)                                                                               | —       | —        | Platin1      | —        | 30.000    | hitparade.ch        |
| Spanien (Promusicae)                                                                         | —       | —        | Platin1      | —        | 40.000    | elportaldemusica.es |
| Vereinigte Staaten (RIAA)                                                                    | —       | Gold1    | 9× Platin9   | —        | 9.500.000 | riaa.com            |
| Vereinigtes Königreich (BPI)                                                                 | Silber1 | —        | 2× Platin2   | —        | 1.400.000 | bpi.co.uk           |
| Insgesamt                                                                                    | Silber1 | 5× Gold5 | 30× Platin30 | Diamant1 |           |                     |